# O Desprezo
O Desprezo é um filme franco-italiano de 1963, do gênero drama, dirigido por Jean-Luc Godard, com roteiro inspirado na novela Il Disprezzo, do escritor Alberto Moravia e estrelado por Brigitte Bardot.
Aclamado pela crítica e considerado um dos melhores filmes de Godard e da nouvelle vague, o filme foi produzido por Carlo Ponti. O cineasta alemão Fritz Lang tem uma participação especial como ele mesmo.
No Brasil, voltou a ser exibido nos cinemas em novembro de 2023 após entrar na programação do Festival Varilux.

## Enredo
Paul Javal (Michel Piccoli) é um roteirista que vai para Roma trabalhar numa adaptação de Odisseia, de Homero, que o diretor Fritz Lang está rodando na cidade. Paul é casado com a bela Camille (Bardot) que constantemente fica a pressionando a aceitar uma carona do produtor do filme, Jeremy Prokosch.
Durante uma longa cena doméstica, Camille fala de seu desprezo pelo marido. O rompimento da relação acontece em Capri, onde são realizadas as externas do filme.

## Elenco
- Brigitte Bardot como Camille Javal
- Michel Piccoli como Paul Javal
- Jack Palance como Jeremy Prokosch
- Giorgia Moll como Francesca Vanini
- Fritz Lang como ele mesmo
- Jean-Luc Godard aparece como assistente de Fritz Lang
- Raoul Coutard como o cinegrafista

## Produção
Originalmente, Jean-Luc Godard queria Frank Sinatra e Kim Novak para os papéis de Paul e Camille, mas os atores não aceitaram. O produtor italiano Carlo Ponti sugeriu Sophia Loren e Marcello Mastroianni, mas Godard imediatamente descartou a ideia. 

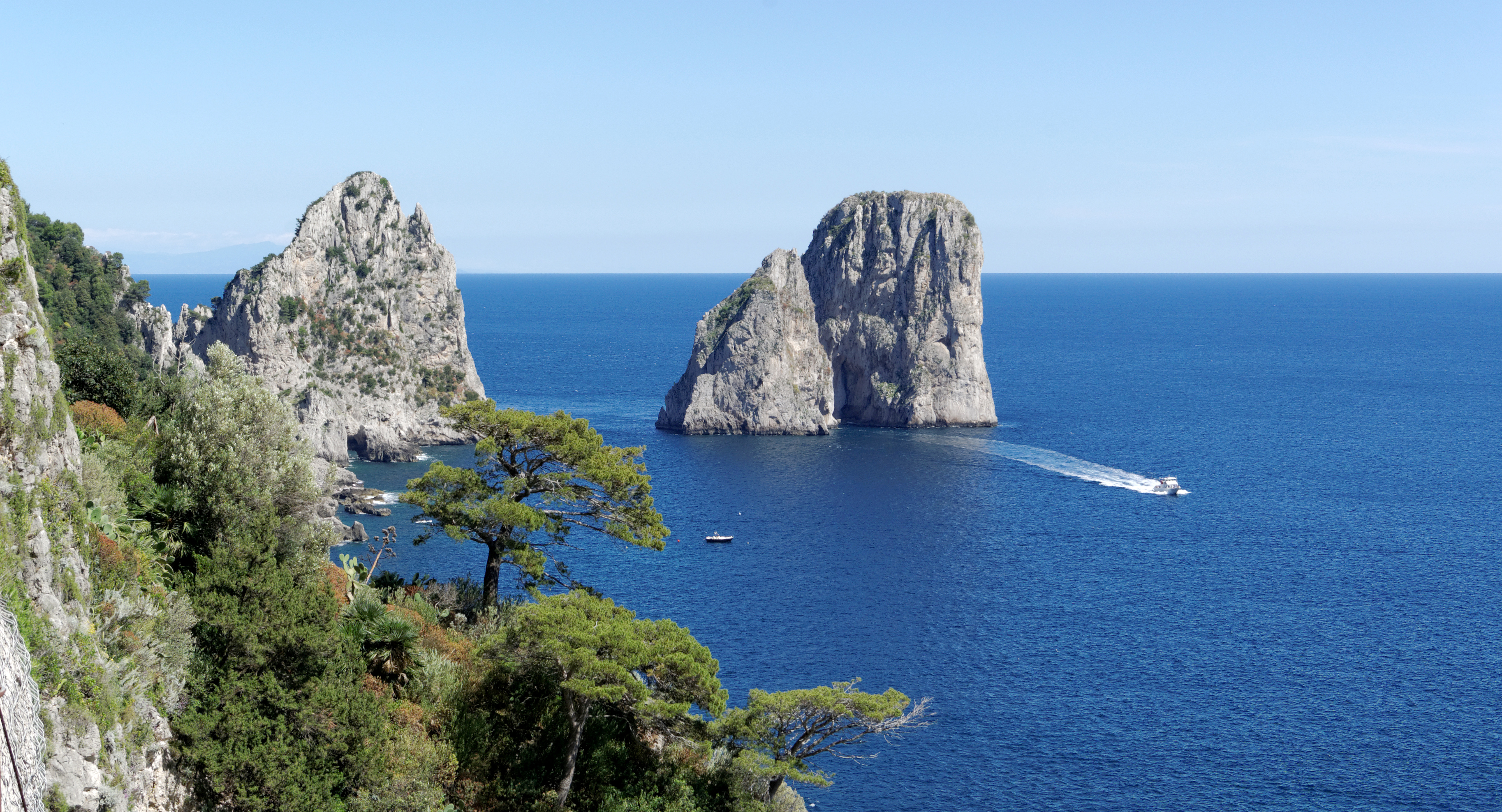
As rochas Faraglioni em Capri, no Mediterrâneo, cenário que foi imortalizado pelo longa.

Finalmente, Brigitte Bardot foi escalada para o papel de Camille por insistência do diretor, que declarou que os lucros de bilheteria poderiam ser aumentados ao exibir o corpo sensual de B.B. nas telas de cinema. [carece de fontes?]
Esta ideia do diretor levou a produção da cena de abertura do filme, onde Bardot aparece nua deitada de bruços na cama. Quando as filmagens terminaram, Godard cortou a cena do filme, mas ela voltou a ser inserida depois da insistência dos produtores dos Estados Unidos.[carece de fontes?]
O Desprezo foi o filme francês com a sétima maior bilheteria do ano em 1963, o que foi considerado uma decepção em comparação com outros filmes de Brigitte Bardot, mas foi a maior bilheteria dos filmes de Godard. [carece de fontes?]
Colin MacCabe, crítico da Sight & Sound, chamou O Desprezo de "a maior obra de arte produzida na Europa do pós-guerra."
A trilha sonora foi composta por Georges Delerue. 